# Agustí Vilaret i Cendrich
Agustí Vilaret i Cendrich (Blanes, 1820 - 1903) fou un empresari vitícola i polític català, diputat a les Corts Espanyoles durant la restauració borbònica. És un dels més importants precursors catalans en l'elaboració de vins escumosos pel sistema tradicional.

## Biografia
El 1834 va emigrar a Puerto Rico on treballà com a administrador de les haciendas Verdaguer i Aurora, a Guayama. Es casà amb Maria Massó i Soler i el 1852 va participar en l'Exposició Agrícola de Madrid, on mostrà un enginy per produir sucre. El 1859 adquirí una casa senyorial a Blanes i el 1862 va retornar amb tota la seva família. El 1865 va adquirir Mas Ferrant, des d'on es dedicaria a la producció del vi escumós.
També fou força actiu políticament. El 1877 va substituir Alejandro Shee y Saavedra, diputat conservador elegit pel districte de Santa Coloma de Farners a les eleccions generals espanyoles de 1876. Després fou elegit pel mateix partit i districte a les eleccions generals espanyoles de 1879. També fou diputat de la diputació de Girona de 1877 a 1889.
Tot i que a la majoria de fonts consultades l'inscriuen com a diputat conservador, segons Emili Giralt i Raventós era ideològicament més proper al liberalisme de Víctor Balaguer, i al final de la seva vida va donar suport públic als candidats de la Lliga Regionalista.

## Obres
- La filla de la cova (1886), obra de teatre
- A la Verge del Vilar, poesia
- Memoria sobre las causas principales del abandono de la fabricación de los vinos espumosos